# The Rise of Jennie Cushing
The Rise of Jennie Cushing is een Amerikaanse dramafilm uit 1917 onder regie van Maurice Tourneur. Het scenario is gebaseerd op de gelijknamige roman uit 1915 van de Amerikaanse auteur Mary S. Watts. De film is wellicht zoekgeraakt.

## Verhaal
Het zedige weesmeisje Jennie Cushing wordt door het gerecht onterecht naar een tuchtschool gestuurd. Later wordt ze in de grote stad als kamermeisje aangenomen in de woning van Edith Gerrard. Terwijl de kunstenaar Donelson Meigs een schilderij maakt van haar meesteres, valt hij voor de kuise ziel van Jennie. Hij overreedt haar om voor hem te poseren en verklaart haar uiteindelijk zijn liefde. Omdat ze bang is dat ze met haar eigen reputatie de goede naam van Donelson zal bezoedelen, wijst ze hem af. Wanneer haar duistere verleden aan het licht komt, vlucht ze bovendien naar Amerika. Daar sticht ze een kostschool voor kinderen uit de sloppen. Na twee jaar zoeken vindt Donelson haar terug.

## Rolverdeling
| Acteur          | Personage        |
| --------------- | ---------------- |
| Elsie Ferguson  | Jennie Cushing   |
| Elliott Dexter  | Donelson Meigs   |
| Fania Marinoff  | Marie            |
| Frank Goldsmith | Mijnheer Harrish |
| Sallie Delatore | Edith Gerrard    |
| Mae Bates       | Grootmoeder      |
| Edith McAlpin   | Mevrouw Meigs    |
| Isabel Vernon   | Tante Carrie     |